# Walerij Czechow
Walerij Aleksandrowicz Czechow, ros. Валерий Александрович Чехов (ur. 27 listopada 1955 w Moskwie) – rosyjski szachista i trener szachowy, arcymistrz od 1984 roku.

## Kariera szachowa
W 1975 r. zdobył tytuł mistrza świata juniorów. Był członkiem drużyny Związku Radzieckiego, która zajęła I m. w drużynowych mistrzostwach świata studentów w 1976. w Caracas (zdobył tam również drugi złoty medal, za indywidualny wynik na VI szachownicy). W latach 1980, 1984 i 1991 trzykrotnie uczestniczył w finałach indywidualnych mistrzostw ZSRR (najlepszy wynik: Lwów 1984, XVI m.). W 1982 r. zdobył tytuł mistrza RFSRR.
Do innych indywidualnych sukcesów Walerija Czechowa należą zwycięstwa bądź dzielone I miejsca m.in. w:
- Mińsku (1981, memoriał Aleksieja Sokolskiego),
- Lwowie (1983, memoriał Aleksandra Kotowa),
- Irkucku (1983, półfinał mistrzostw ZSRR, wspólnie z Symbatem Lyputianem i Aleksandrem Czerninem),
- Barcelonie (1984),
- Berlinie – dwukrotnie (1984, 1986),
- Rostocku (1985),
- Dreźnie (1985, wspólnie z Siergiejem Smaginem),
- Lipsku (1988),
- Moskwie (1988, turniej B, wspólnie z Aleksiejem Driejewem),
- Krumbachu (1991, wspólnie z Grigorijem Serperem i Igorem Glekiem),
- Eforie Nord (2001, wspólnie m.in. z Constantinem Ionescu, Witalijem Kuninem(inne języki), Vasile Sanduleacem i Dmitrijem Swietuszkinem).

W 1990 r. zdobył w barwach klubu „Piast” Słupsk srebrny medal drużynowych mistrzostw Polski, natomiast w 1994 r. – w zespole „Górnika” Zabrze – medal brązowy.
Najwyższy ranking w karierze osiągnął 1 stycznia 1992 r., z wynikiem 2550 punktów dzielił wówczas 42-46. miejsce na wśród radzieckich szachistów.
Jest autorem wydanej w 1994 r. książki o wariancie Swiesznikowa w obronie sycylijskiej (niem. Sizilianisch, Sweschnikow-Variante richtig gespielt, ISBN 3-89168-044-9).